# قلعه مهر علی فارسی
قلعه مهر علی فارسی مربوط به دوران پیش از تاریخ ایران باستان است و در شهرستان اقلید، شهر سده واقع شده و این اثر در تاریخ ۲۷ مرداد ۱۳۵۵ با شمارهٔ ثبت ۱۲۷۵ به‌عنوان یکی از آثار ملی ایران به ثبت رسیده است. در کاوش‌های سالهای اخیر توسط میراث فرهنگی فارس اشیاو مهرهایی با قدمت ۷۰۰۰سال یافت شده‌است.